# Liste in Panama vorhandener Dampflokomotiven
Dies ist eine Liste erhaltener Dampflokomotiven auf dem Gebiet von Panama.
Die Panama Canal Railway wurde in russischer Breitspur errichtet, andere Bahnen vorwiegend mit 914 mm Spurweite.

## Breitspurlokomotiven 1524 mm
| Bild | Nummer oder Name | Bauart / Achsfolge | Hersteller   | Fabrik-nr. | Baujahr | Historie                                                         | Eigentümer / Betreiber / Strecke | Standort                    | Bemerkungen                                                          |
| ---- | ---------------- | ------------------ | ------------ | ---------- | ------- | ---------------------------------------------------------------- | -------------------------------- | --------------------------- | -------------------------------------------------------------------- |
|      |                  | C n2t              | Franco-Belge | ?          | 1885    | Wurde nach dem Bau des Panamakanals stehen gelassen und geflutet |                                  | Miraflores, Besucherzentrum | Wurde aus dem Gatúnsee gehoben und teilweise restauriert aufgestellt |

## Schmalspurlokomotiven 914 mm
| Bild | Nummer oder Name                   | Bauart / Achsfolge | Hersteller | Fabrik-nr. | Baujahr | Historie | Eigentümer / Betreiber / Strecke | Standort               | Bemerkungen |
| ---- | ---------------------------------- | ------------------ | ---------- | ---------- | ------- | -------- | -------------------------------- | ---------------------- | ----------- |
|      | Ferrocarril Nacional de Chiriqui 1 | 1’D                | ALCO       | 55028      | 1915    |          |                                  | Chiriqui               | [ 2 ]       |
|      | Changuinola Railway                | B n2t              |            |            |         |          |                                  | Changuinola, Golf Club | [ 3 ]       |

## Schmalspurlokomotiven 700 mm
| Bild | Nummer oder Name              | Bauart / Achsfolge | Hersteller | Fabrik-nr. | Baujahr | Historie | Eigentümer / Betreiber / Strecke | Standort           | Bemerkungen |
| ---- | ----------------------------- | ------------------ | ---------- | ---------- | ------- | -------- | -------------------------------- | ------------------ | ----------- |
|      | Darien Gold Mining Corp No. 2 | B n2t              | O&K        | ?          | ?       |          |                                  | Santa Cruz de Cana | [ 4 ]       |

Darüber hinaus existieren in Panama noch einige unidentifizierte Dampflokwracks.